# Нотація побудови множини
Нотація побудови множини (англ. set-builder, англ. set-former)  — математична нотація в теорії множин та її застосуваннях, зокрема в математиці, логіці та інформатиці, що описує множину заданням умови, яка повинна виконуватись для всіх її елементів.

## Задання переліченням
Можливе задання множини за допомогою перечислення її елементів та з використання знаку «три крапки»:
- {\displaystyle \{a,c,b\}} множина елементів 'a','b','c'.
- {\displaystyle \{1,2,3,\ldots ,100\}} множина всіх чисел від 1 до 100 включно.
- {\displaystyle \{0,1,2,\ldots \}} множина всіх натуральних чисел.

## Формальне задання
{\displaystyle S=\{\,\underbrace {2\cdot x} _{\color {Violet}{\text{output expression}}}\mid \underbrace {x} _{\color {Violet}{\text{variable}}}\in \underbrace {\mathbb {N} } _{\color {Violet}{\text{input set}}},\ \underbrace {x^{2}>3} _{\color {Violet}{\text{predicate}}}\,\}}
- {\displaystyle x} — змінна, що означає елемент вхідної множини;
- {\displaystyle \mathbb {N} } — означає вхідну множину, в даному випадку це множина натуральних чисел;
- {\displaystyle x^{2}>3} — предикат, що діє як фільтр на елементи вхідної множини.
- {\displaystyle 2\cdot x} — вираз, що продукує члени вихідної множини із членів вхідної множини, що задовольняють предикат.
- {\displaystyle \{\}} — дужки, позначають, що результатом є множина.
- {\displaystyle \mid } {\displaystyle ,} — вертикальна лінія та кома є сепараторами.

Нотація побудови списку є аналогічною, але замість вхідної множини використовують вхідний список чи ітератор.

## Парадокс Рассела
Парадокс Рассела записується у вигляді {\displaystyle R=\{S~|~S\notin S\}}.

## В мовах програмування
Подібна нотація також часто зустрічається в мовах програмування, див. спискові вирази.